# 재스민 왈리아
재스민 왈리아(Jasmin Walia, 1990년 5월 23일 ~ )는 잉글랜드의 방송 유명인, 가수, 배우이다.